# Lobodontini
Lobodontini — триба, що об'єднує 4 сучасні види ссавців з родини тюленевих. Члени триби населяють антарктичні й субантарктичні води. Окрім сучасних звірів, до триби також належать роди: †Acrophoca, †Australophoca, †Hadrokirus, †Homiphoca, †Piscophoca, †Properiptychus, †Virginiaphoca.

## Огляд видів
Морський леопард (Hydrurga leptonyx) полює на пінгвінів, кальмарів, рибу, буде споживати криль, морських птахів і молодих тюленів. Дорослі самці мають довжину від 2,8 до 3,3 м і важать до 300 кг. Дорослі самиці досягають від 2,9 до 3,6 м, дуже великі тварини можуть досягати 3,8 м і вагою від 260 до 500 кг. У морі й на льоду тримаються здебільшого поодинці.
Тюлень Ведделла (Leptonychotes weddellii) полює на різноманітну рибу, споживає також головоногих молюсків. Дорослі самці досягають 2,9 м у довжину, а самиці — 3,3 м; вага 400—450 кг, а в самиць може досягати понад 500 кг.
Тюлень-крабоїд (Lobodon carcinophaga) харчуються переважно антарктичним крилем, Euphausia superba, на який припадає понад 90 % їхнього раціону, а решта складається з риби та кальмарів. Нова інформація вказує на те, що склад дієти цього тюленя може виявляти певну пластичність, і вони можуть компенсувати зниження доступності криля, споживаючи більше риби (>25 % їхнього раціону). Дорослі особини досягають 2,6 м у довжину і важать приблизно 200—300 кг. Трапляються як поодинці або невеликими групами, так і великими групами до 1000 особин.
Тюлень Росса (Ommatophoca rossii) полює на кальмарів, рибу й деяких безхребетних, включаючи криль. Самці досягають 168—209 см у довжину і вагою 129—216 кг, самиці трохи більші — 196—250 см у довжину і вагою 159—204 кг.

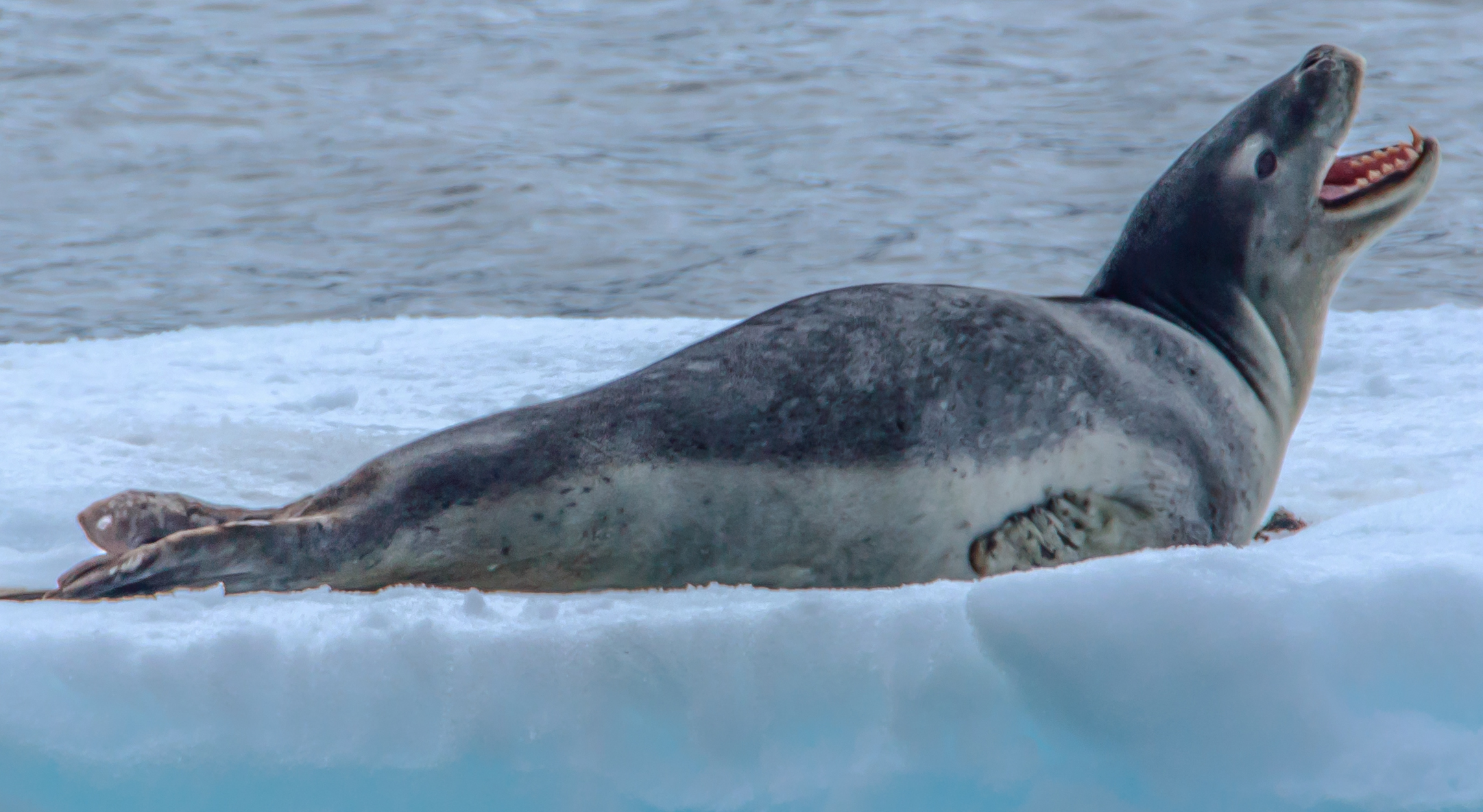
Hydrurga leptonyx
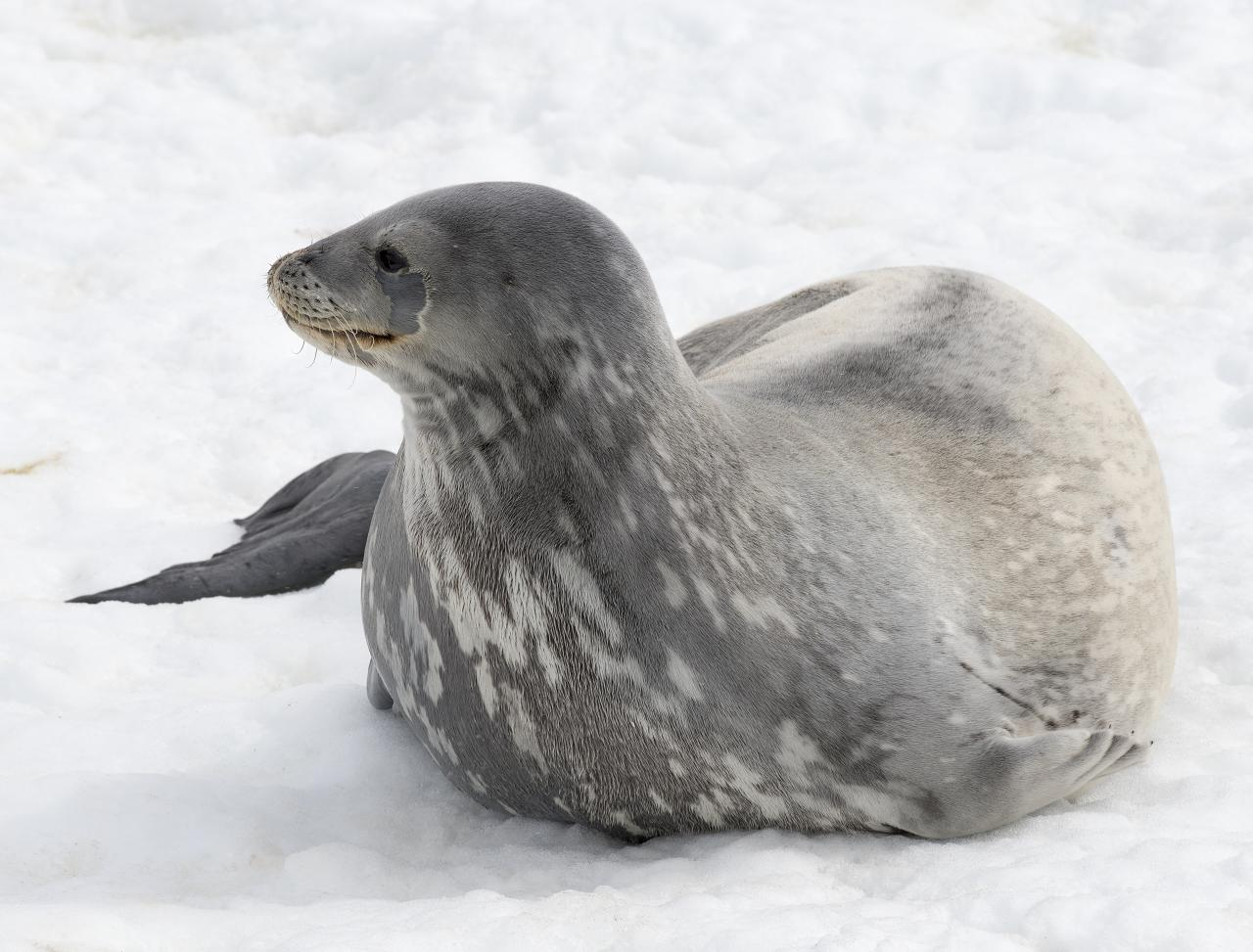
Leptonychotes weddellii
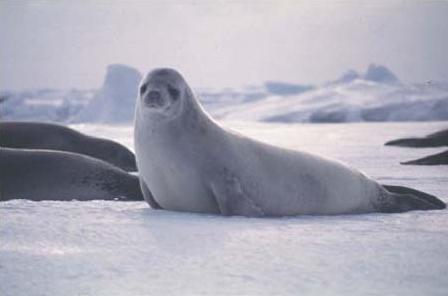
Lobodon carcinophaga
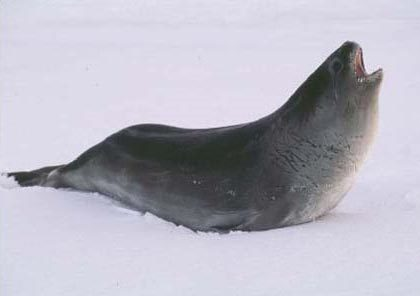
Ommatophoca rossii